# Tigrioides pericapna
Tigrioides pericapna är en fjärilsart som beskrevs av Low. Tigrioides pericapna ingår i släktet Tigrioides och familjen björnspinnare. Inga underarter finns listade i Catalogue of Life.